# Mlin i pekara Ljubače
Mlin i pekara d.d. Ljubače, poduzeće pekarske industrije, dioničko društvo u Ljubačama. Vodeće je u Županiji Soli u proizvodnji kruha i peciva. Planira širenje distribucije na širem području Bosne i Hercegovine i svojim brašnom ušli na tržišta Srednjobosanske i Sarajevske županije te Distrikta Brčkog.

## Povijest
Mlin i pekara d.d. Ljubače osnovano je 1950. godine kao Mlin "Husinski rudar". 2008. godine pripojilo mu se Pekare d.d. Tuzla, i od tada posluje pod nazivom Mlin i pekara d.d. Ljubače, Tuzla. Osnovna djelatnost Društva je proizvodnja mlinskih proizvoda. Mlin je odhranio cijele naraštaje. Važnu ulogu dao je u obrambenom ratu 1991. do 1995. godine.
Do 2008. poslovalo kao Mlin "Husinski rudar". Prema istraživanjima Zavoda za mlinsko-pekarske proizvode iz Novog Sada 2003., Mlin Husinski rudar, premda nije najveći u BiH, brašno koje ovdje proizvodi i plasira na domace tržište najviše je kvalitete. Kvaliteta je osjetno poboljšanja mljevenjem visokokvalitetne americke, domaće i pšenice uvezene iz Madarske i Hrvatske.
Krajem 2016. godine zapošljavao je 110 radnika.
2018. uložio je u osuvremenjenje mlina, po visokim standardima, čime je potpuno automatiziran rad do pakiranja i povećan kapacitet proizvodnje na 130 tona dnevno i postiže proizvodnja vrhunske kakvoće. U mlinu je suvremeni laboratorij gdje se svakodnevno provjerava kakvoća svih sirovina i proizvoda. Mlin je povezan s betonskim silosima kapaciteta 50.000 tona, drugima po veličini u Bosni i Hercegovini. Početkom proljeća 2018. zapošljavaju 150 radnika.
Brašno iz Mlina Ljubače je zajamčeno bez aditiva. Proizvodni program brašna čine brašna T500, T550, T710, T850, pšenični griz, pšenične mekinje i pšenično stočno brašno. 